# Kriegerdenkmal Tarnefitz
Das Kriegerdenkmal Tarnefitz ist ein denkmalgeschütztes Kriegerdenkmal im Ortsteil Tarnefitz der Stadt Gardelegen in Sachsen-Anhalt. Im örtlichen Denkmalverzeichnis ist das Kriegerdenkmal unter der Erfassungsnummer 094 98286 als Baudenkmal verzeichnet.

## Allgemeines
Das Denkmal, in Form einer Stele, in der Ortsmitte ist den gefallenen Soldaten des Ortes während des Ersten Weltkriegs gewidmet.
Eine Gedenktafel mit den Namen der Gefallenen ist im Inneren der Dorfkirche Jeggau angebracht, da Tarnefitz über keine eigene Kirche verfügt.